# Proactor programtervezési minta
A proactor egy eseménykezelő programtervezési minta, amiben a hosszas tevékenységeket aszinkron futtatják. Ha az aszinkron részek véget érnek, akkor meghívódik a befejezéskezelő. A szinkron reactor minta aszinkron változatának tekinthető.

## Szereplők, együttműködés
Műveletspecifikus szereplők:

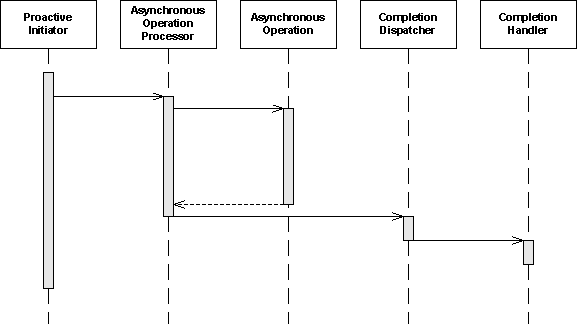
A proactor UML szekvenciadiagramja

- Proaktív kezdeményező (Proactive Initiator): kezdeményezi az aszinkron műveletet az aszinkron műveletfeldolgozónál, és definiálja a befejezéskezelőt.
- Befejezéskezelő (Completion Handler): Az aszinkron műveletkezelő ezt hívja meg a művelet után.
- Aszinkron művelet (Asynchronous Operation)
- Aszinkron műveletfeldolgozó (Asynchronous Operation Processor): ellenőrzi az aszinkron művelet végrehajtását.
- Befejezésdiszpécser (Completion Dispatcher): a környezettől függően kezeli a hívást.

## Megvalósítások
- Proactor and Boost.Asio (C++)
- Adaptive Communication Environment (C++)
- libbitcoin (C++)
- RJR (Ruby)

## Fordítás
Ez a szócikk részben vagy egészben  a   Proactor pattern című angol Wikipédia-szócikk fordításán alapul.  Az eredeti cikk szerkesztőit annak laptörténete sorolja fel. Ez a jelzés csupán a megfogalmazás eredetét és a szerzői jogokat jelzi, nem szolgál a cikkben szereplő információk forrásmegjelöléseként.